# 3e groupe d'autos-mitrailleuses et autos-canons
Pour les articles homonymes, voir 3e groupe (unité militaire).
Le 3e groupe d'autos-mitrailleuses et autos-canons (ou 3e GAMAC), constitué fin septembre 1914, est l'un des 17 groupes d'autos-mitrailleuses et autos-canons, petites unités d'artillerie légère mobile mises à disposition de l'armée française pendant la campagne contre l'Allemagne.

## Création, dénominations et affectations
Créé fin septembre 1914 par le général Gallieni, gouverneur militaire de Paris, le 3e groupe d'autos-canons de la Marine est initialement affecté au Q.G. de la 8e division de cavalerie, sous le commandement du général Baratier. Celui-ci, constatant l'insuffisance des effectifs du groupe, y fait muter 30 hommes pris dans les corps dont il a la responsabilité. Le 3e groupe d'autos-canons est dissous à Boulogne-sur-Seine le 28 mars 1916 en tant qu'unité de Marine et reconstitué comme unité de cavalerie le 15 avril. En conséquence de la dissolution de la 8e division de cavalerie le 5 août 1916, il passe temporairement à l'état-major de la 6e division de cavalerie, où il se trouve en surnombre. Avec le 5e GAMAC, son binôme, il est mis le 27 août 1916 à la disposition du Groupe d'armées du Nord qui l'affecte quelques jours plus tard à la 2e division de cavalerie. Il reste rattaché à cette unité jusqu'à sa dissolution.

## Historique des campagnes et batailles

### Campagne contre l'Allemagne
1914
Le 5 octobre le groupe arrive au QG de la 8e division de cavalerie à Foncquevillers (Pas-de-Calais) où il est immédiatement engagé. Son commandant, le LV Guyot, est blessé dans le premier combat à Gommecourt. Le groupe effectue de nombreuses reconnaissances et quitte le secteur le 12 décembre avec toute la division pour gagner Bar-le-Duc.
1915
Début janvier, le 3e groupe prend un service de tranchées à Prunay (Est de Reims) qu'il assure jusqu'au 9 mai lorsqu’il doit accompagner la 8e division dans un mouvement vers le Pas-de-Calais, cette fois dans la région de Saint-Pol-sur-Ternoise en vue d'une offensive finalement annulée. Après un cantonnement pour instruction en juin, ces unités reviennent à Prunay pour reprendre leur service en tranchées en juillet et août. En septembre et octobre le groupe, sans engagement, est cantonné en divers endroits du département de la Marne. Il est dirigé début novembre vers l'est de Lunéville pour prendre un nouveau service de tranchées au nord du canal de la Marne au Rhin, à la ferme de Ranzay.
1916
- À la fin du premier trimestre consacré à la poursuite du service près de Lunéville, le 3e groupe est envoyé à Boulogne-Billancourt pour être dissous en tant que groupe de la Marine. Après un mois de préparation et d'entraînement des nouveaux effectifs militaires, le groupe, constitué en GAMAC, revient à Lunéville début mai pour occuper un sous-secteur en forêt de Parroy qu'il tient jusqu'à fin juillet, à la dissolution de la 8e division de cavalerie.
- Après une affectation temporaire à la 6e division de cavalerie dans les Vosges, le 3e GAMAC est affecté définitivement à la 2e division de cavalerie pour remplacer le 10e GAMAC dirigé vers la mission Berthelot en Roumanie. D'un premier stationnement au sud d'Amiens en septembre, la division engage quelques éléments dans le secteur de Lihons (Somme), puis fait mouvement vers Clermont-sur-Oise pour une période de repos en octobre. On ne connait ensuite du groupe que des actions par fraction :
  - Une section assure un service de tranchées à Le Quesnel dans la deuxième quinzaine de novembre.
  - Les 14 et 15 décembre 1916, une section est chargée d’une mission temporaire à Verdun sous les ordres du maréchal-des-logis Delmontel pour flanquer l’attaque de l’infanterie des 126e et 38e divisions d'infanterie à Bras-sur-Meuse et Vacherauville.
  - Du 22 au 30 décembre à Épernay, une fraction du groupe réalise une série de tests sur le prototype de la nouvelle auto-mitrailleuse de Ségur-Lorfeuvre[1].

1917
- En janvier, deux sections du 3e groupe alternent un service de tranchées avec deux sections du 9e GAMAC dans le secteur de Venizel (Aisne). De février à fin avril, le 3e groupe reste inoccupé dans divers cantonnements dans l'Oise, puis au camp de Mailly, à Épernay et Sézanne.
- De mai à mi-décembre 1917, il assure un service de tranchées à l'Est de Reims, puis gagne Provins pour une période de repos.

1918

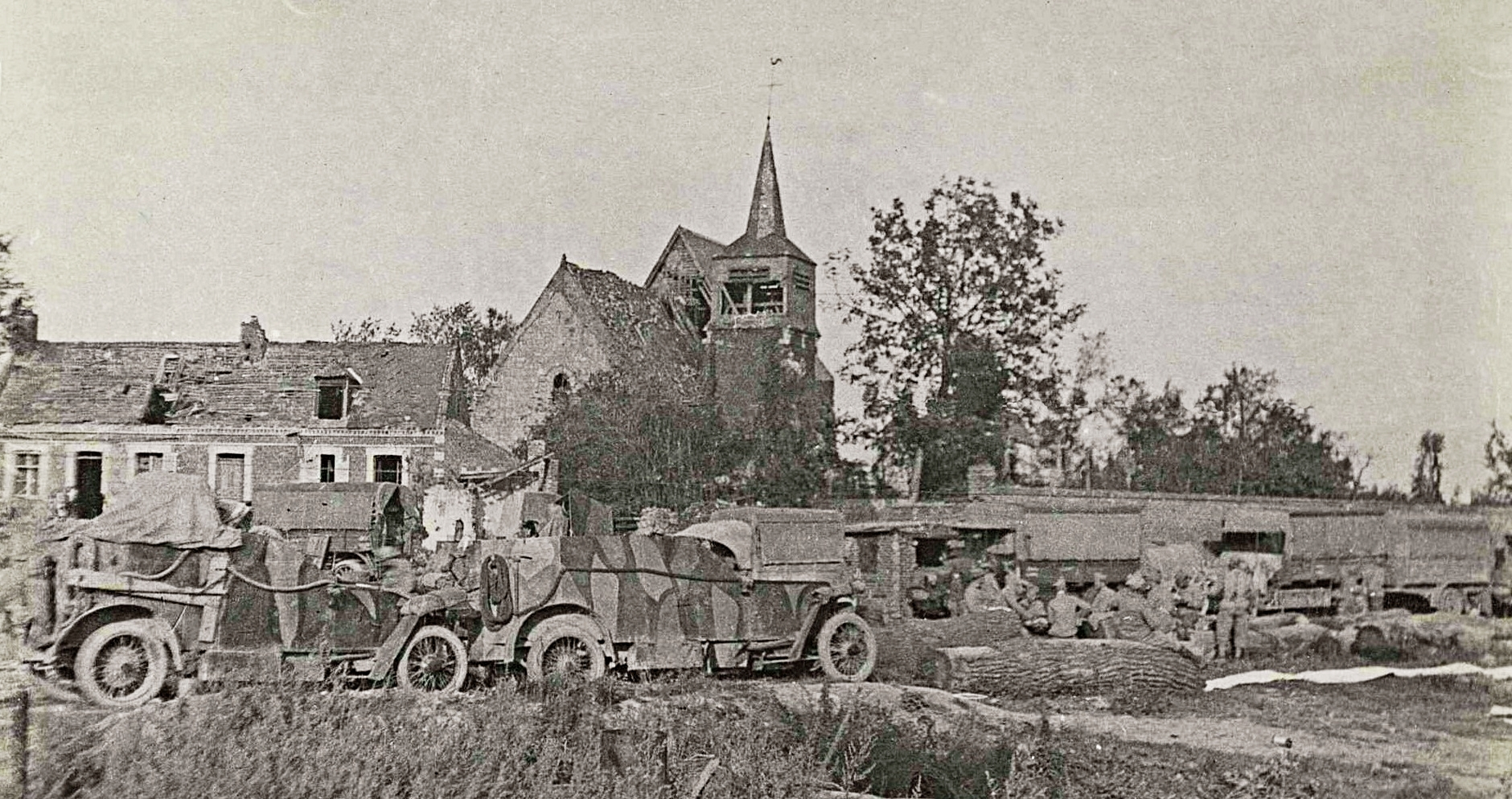
Le 3e GAMAC à Roiglise 29 août 1918

- Les 3e et le 9e GAMAC restent au repos à Provins en janvier et février, puis passent les trois premières semaines de mars au château de Saran à Chouilly près d’Épernay avec les 4e, 6e, 8e, et 15e groupes.
- Du  26 au 30 mars, le groupe participe à la défense de l'axe Roye-Montdidier et enchaîne avec la 3e Bataille des Flandres durant la deuxième quinzaine d'avril[2], la Bataille de l'Ourcq en juin[3], une action défensive au sud de Soissons du 17 au 20 juillet, puis la Bataille de Montdidier à la mi-août, suivie d'un fort engagement à Roiglise le 28 de ce mois. Il bénéficie ensuite de trois semaines de repos près de Beauvais.

- À partir du 29 septembre 1918, le 2e corps de cavalerie et tous ses GAMAC (3e, 4e, 6e, 8e, 9e, 10e, 15e et 17e GAMAC) gagnent Roeselare (Roulers) pour être engagés dans la Bataille de la Lys et de l'Escaut jusqu'à l'armistice.

### Après l'armistice en France
1918

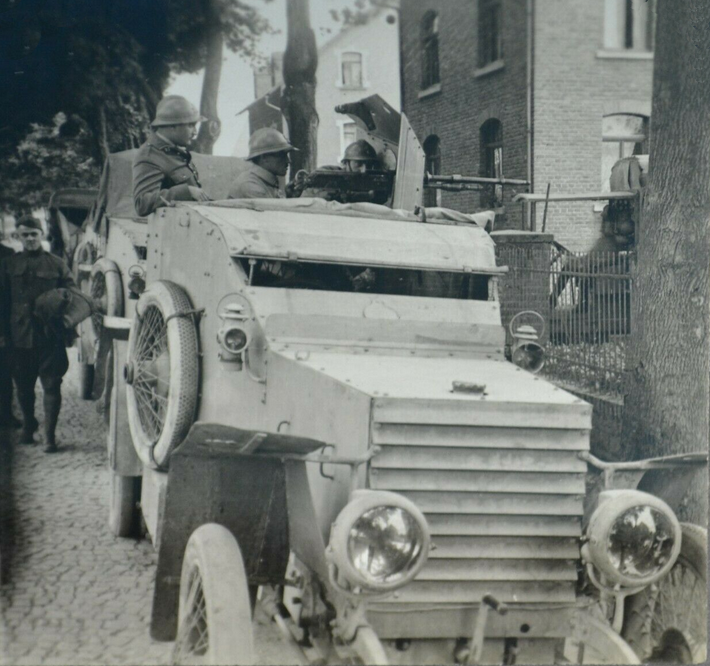
AM Peugeot du 3e GAMAC à Montabaur.

Deuxième quinzaine de novembre, le 3e groupe stationne en Belgique à (Wanegem), puis rentre en France par étapes pour gagner la région de Troyes où il stationne jusqu'à la fin de l'année.
1919
- Après avoir passé le mois de janvier à Saint-Dizier pour une remise en état des véhicules, le groupe prend ses quartiers à Strasbourg. Il passe le mois de juin à Engers et Montabaur (Rhénanie-Palatinat) près de Coblence avec les forces d'occupation américaines.
- Rapatrié à Lunéville en juillet il y est dissous ultérieurement.

## Commandants du3egroupe
- Période Marine[5]
  - Lieutenant de vaisseau Joseph Guyot (20 septembre 1914 - 6 octobre 1914).
  - Lieutenant de vaisseau Victor Bermon, (13 novembre 1914 - 20 novembre 1915).
  - Lieutenant de vaisseau Herman Cigli, (20 novembre 1915 - 9 avril 1916).
- Période Cavalerie[6]
  - Capitaine Guy Claret de Fleurieu (1er avril 1916 - 31 mars 1918).
  - Lieutenant Maurice Guénot, commandant par intérim, (1er avril 1918 - 30 septembre 1918).
  - Capitaine Louis Emmanuel de Crussol d'Uzès (1er octobre 1918 - mars 1919).

## Pertes du groupe en opérations
Les pertes connues du 3e groupe sont concentrées dans des engagements qualifiés d'Action AMAC, pour signifier une opération dans laquelle il a été fait principalement appel aux spécificités de ces unités mobiles composées de voitures blindées, bien armées en mitrailleuses et canons, servies par du personnel expérimenté et solidaire. Il est probable que d'autres pertes n'ont pu être repérées, sachant que dans plusieurs cas il n'a même pas été possible de retrouver l'identité des hommes blessés.
| Grade                  | Nom                                             | Date de blessure/décès/disparition | Circonstance |
| ---------------------- | ----------------------------------------------- | ---------------------------------- | ------------ |
| Quartier-maître        | Albert Guéracague                               | Blessé le 6 octobre 1914           | Action AMAC  |
| Lieutenant de vaisseau | Joseph Guyot                                    | Blessé le 6 octobre 1914           | Action AMAC  |
| Matelot                | Joseph Basset                                   | Blessé le 7 octobre 1914           | Action AMAC  |
| Soldat                 | Saïd Ferrahoui                                  | Blessé le 10 octobre 1914          | Action AMAC  |
| Soldat                 | F. D. Jarricot                                  | Blessé le 30 octobre 1914          | Action AMAC  |
| Soldat                 | J. A. E. Gatille                                | Blessé le 30 octobre 1914          | Action AMAC  |
| Matelot                | Louis Marie Le Goff                             | Blessé le 26 août 1915             | Action AMAC  |
| Matelot                | Henri Mennatret                                 | Blessé le 13 novembre 1915         | Tranchées    |
| Soldat                 | Pierre Louis Morvan                             | Tué le 30 juillet 1917             | Tranchées    |
| Soldat                 | Henri Nattier et 2 autres hommes non identifiés | Blessés le 23 août 1917            | Tranchées    |
| Lieutenant             | Jean Rigaudière                                 | Tué le 27 mars 1918                | Action AMAC  |
| Capitaine              | Guy Claret de Fleurieu                          | Blessé le 30 mars 1918             | Action AMAC  |
| Trois hommes           | non identifiés                                  | Blessés le 1er juin 1918           | Action AMAC  |
| Huit hommes            | non identifiés                                  | Blessés le 3 juin 1918             | Action AMAC  |
| Maréchal-des-logis     | Tony Christolome                                | Blessé le 16 octobre 1918          | Action AMAC  |
| Un homme               | Non identifié                                   | Tué le 16 octobre 1918             | Action AMAC  |

## Distinctions
Le comportement et les résultats opérationnels du 3e GAMAC en 1918 lui valent trois citations.
- Citation à l'ordre de l'armée :

« Le 3e groupe d’autos-mitrailleuses, mis à la disposition d’une division d’infanterie, a fait preuve au cours des journées des 25, 26, et 27 mars 1918 d’une habileté manœuvrière d’un allant et d’un esprit de sacrifice qui ont forcé l’admiration de tous. Le 27 mars a arrêté seul pendant plusieurs heures l’avance allemande sur un front momentanément dégarni,. »

- Citation à l'ordre de la 2e division de cavalerie :

« Sous le commandement du lieutenant Guénot, a combattu sans discontinuer pendant cinq jours, du 30 mai au 3 juin 1918 inclus, dans la région entre Château-Thierry et La Ferté-Milon. Engagé successivement avec l'infanterie de la 4e D. I. et de la 26e D. I. et les chasseurs-cyclistes de la 2e DC a, par l'ardeur inlassable et l'audace exceptionnelle de son personnel, contribué à enrayer l'avance victorieuse de l'ennemi, puis à enlever une position sur laquelle celui-ci s'était fortement retranché et se défendait avec acharnement. »

- Citation à l'ordre de la 166e division d'infanterie :

« Le général Cabaud, commandant, la 166° division d'infanterie, cite à l'ordre de la division le 3e groupe d'autos-mitrailleuses et d'autos-canons de la 2° division de cavalerie, sous les ordres du capitaine de Crussol d'Uzès. Le 28 août 1918, se portait hardiment en avant de la ligne de combat, a facilité la progression de cette ligne à travers des villages en ruines, et par ses tirs a empêché l'ennemi de s'y cramponner . »

## Personnalités ayant servi au sein du groupe
- Gustave Binet dit Binet-Valmer (1875-1940), engagé volontaire, sous-lieutenant, romancier, essayiste, tire de son passage au 3e groupe du 28 juillet 1915 au 26 avril 1916, plusieurs chapitres de ses Mémoires d’un engagé volontaire[11].
- Hermann Cigli (1882-après 1945), enseigne de vaisseau de 1ère classe, commande le groupe par intérim en 1914, devient en 1933 précepteur du fils du Négus, Haïlé Sélassié Ier, empereur d’Éthiopie.
- Louis Emmanuel de Crussol d'Uzès (1871-1943), capitaine de cavalerie, membre d'une longue lignée de la noblesse française[12].
- Jean Baptiste Eblé (1890-1958), lieutenant de cavalerie, arrière-petit-neveu du général Jean-Baptiste Eblé, héros de la bataille de la Bérézina.
- Jean de Létraz (1897-1954), soldat mitrailleur, auteur dramatique, scénariste, collaborateur de Taca Tac Teuf Teuf, le journal de tranchées des groupes d'autos-mitrailleuses.

## Matériels
- Au départ de Vincennes, le parc de véhicules du groupe est constitué de six autos-canons Peugeot modèles 1914 non blindés et quatre autos-mitrailleuses Renault non blindées.
- Les six autos-canons Peugeot sont temporairement remplacés le 5 janvier 1915 par six voitures blindées sur châssis Renault type autos-mitrailleuses, sur lesquelles ont été montés des canons de 37 mm. Ces voitures sont elles-mêmes remplacées à la mi-février par six autos-canons Peugeot blindés, modèle 1915.
- Il reçoit, comme les autres groupes, les nouvelles autos-mitrailleuses Renault blindées modèle 1915 en mai 1915
- Parti avec deux camionnettes de ravitaillement, le groupe en reçoit deux autres le 15 juin 1915.
- Le système d'inversion de marche dit Raulet-Dombret du nom de ses inventeurs, est installé sur les véhicules du groupe par le lieutenant Raulet en personne le 10 janvier 1916 (Voir le texte du brevet).
- Comme dans tous les groupes, les mitrailleuses de Saint-Étienne modèle 1907 sont remplacées par les mitrailleuses Hotchkiss en mai 1918.